# 庄越挺
庄越挺，浙江大学计算机学院教授，主要从事计算机方面的研究工作。入选中华人民共和国教育部2008年度"长江学者"特聘教授、“百千万人才工程”国家级人选，享受中国国家政府特殊津贴。曾就读于浙江大学计算机系。